# 木村隆一
木村隆一（日语：／ Kimura Ryūichi，1971年6月10日—），日本男性動畫演出家、動畫導演。日本動畫製作者協會理事。出生於東京都，在新潟縣成長。

## 參加作品

### 電視動畫
1996年
- 機械女神J（演出）
- 哈利動物園（日语：はりもぐハーリー）（分鏡、演出）

1997年
- 櫻桃子劇場 可吉可吉（—1999年，分鏡、演出）
- 玩偶遊戲（—1998年，分鏡、演出）
- 救生戰士名乃節電器（—1998年，分鏡、演出）

1998年
- 鄰家女孩 Miss Lonely Yesterday 在那之後的你…（助理導演）

1999年
- 男女蹺蹺板（演出）

2000年
- 銀裝騎攻Ordian（日语：銀装騎攻オーディアン）（分鏡）
- 人造人基凱達 THE ANIMATION（日语：人造人間キカイダー THE ANIMATION）（演出）

2001年
- （分鏡）
- 戰鬥陀螺（分鏡、演出）
- 元氣五胞胎（分鏡、演出）
- 頑皮小白貂（—2002年，分鏡、演出）

2002年
- 迷糊天使（分鏡、演出）
- 馭龍少年（—2003年，分鏡、演出）
- 超齡細公主（—2003年，分鏡、演出）

2003年
- 戀愛小魔女（分鏡、演出）

2004年
- 美崎紀事 ～死體兵～（日语：ダイバージェンス・イヴ）（分鏡）
- 馳風競艇王（日语：モンキーターン (漫画)）（分鏡、演出）
- 天上天下（演出）
- 月東日西 ～Operation Sanctuary～（分鏡）
- 馳風競艇王V（日语：モンキーターン (漫画)）（分鏡、演出）
- 熊貓鐵金鋼（分鏡、演出）

2005年
- 幸運女神（分鏡、演出）
- 絕對少年（分鏡、演出）
- 曙光少女（—2006年，分鏡、演出）

2006年
- 死神的歌謠（分鏡、演出）
- 吉宗（日语：吉宗 (パチスロ)）（分鏡）
- 幸運女神 各自的羽翼（分鏡、演出）

2007年
- 南瓜剪刀（分鏡）
- 天元突破 紅蓮螺巖（分鏡、演出）
- 棋靈少女（—2008年，分鏡、演出）
- Sketch book ～full color's～（分鏡）

2008年
- 吸血鬼騎士（分鏡、演出）
- 波菲的漫長旅程（分鏡）
- S·A特優生 ～Special A～（分鏡）
- 吸血鬼騎士 Guilty（演出）
- 屍姬 赫（分鏡、演出）
- 魔法學園MA 哇呀呀！（分鏡）

2009年
- 阿拉德戰記 ～Slap Up Party～（分鏡）

2010年
- 花丸幼稚園（副導演、分鏡、演出、OP分鏡&演出）
- 江戶盜賊團五葉（分鏡、演出）
- 聖誕之吻SS（分鏡、OP1分鏡&演出）
- 玩伴貓耳娘（分鏡、演出）
- 料理偶像（分鏡、演出）
- 天降之物f（OP演出）
- 吊帶襪天使（分鏡、演出）

2011年
- Dragon Crisis！（分鏡、演出）
- 死囚樂園（分鏡、演出）
- 偶像大師（分鏡、演出）
- UN-GO（分鏡、演出）

2012年
- 夏色奇蹟（副導演、分鏡、演出）
- Aikatsu！偶像活動！（—2016年，導演[1]、分鏡、OP分鏡&演出）

2016年
- 偶像學園STARS！（—2018年，監修、分鏡）
- 雙星之陰陽師（—2017年，分鏡）

2017年
- 偶像大師SideM（分鏡）
- 小貓奇奇 毛絨絨大冒險（分鏡）

2018年
- 波吉!! 發明 閃亮模力小天才（—2020年，導演、分鏡、演出）
- 偶像活動Friends！（—2019年，超監修）

2019年
- 動物朋友2（導演、分鏡）

2021年
- 偶像活動Planet！（總導演、導演）

2023年
- 物之古物奇譚（導演）
- 鄰人似銀河（導演）

2025年
- 最弱技能《果實大師》 ～關於能無限食用技能果實（吃了就會死）這件事～（導演、分鏡、演出）
- 搖滾樂是淑女的嗜好（ED分鏡）

2026年
- 複製品的我也會談戀愛。（導演）

### 電影動畫
2011年
- 劇場版 魔法老師！ ANIME FINAL（分鏡）

2014年
- 劇場版 Aikatsu！偶像活動（總導演、分鏡）

2016年
- Aikatsu！偶像活動！ ～被盯上的魔法偶像活動卡～（導演）

2022年
- 劇場版 偶像活動Planet！（導演）
- Aikatsu！偶像活動！ 10th STORY 邁向未來的STARWAY～（導演）

2025年
- 偶像學園×星光樂園 THE MOVIE -相遇的奇蹟！-（超監修）

### OVA
2007年
- 櫻花大戰 New York·紐約（日语：サクラ大戦 ニューヨーク・紐育）（導演、分鏡、演出）

2011年
- 幸運女神 永遠的二人（演出）

## 相關項目
- 日本動畫師列表（日语：アニメ関係者一覧）

## 外部連結
- 木村隆一的X（前Twitter） （日語）